# Aphelandra fernandezii
Aphelandra fernandezii är en akantusväxtart som beskrevs av Emery Clarence Leonard. Aphelandra fernandezii ingår i släktet Aphelandra och familjen akantusväxter. Inga underarter finns listade i Catalogue of Life.